# Université George-Mason
Pour les articles homonymes, voir GMU.
L'université George-Mason (George Mason University, aussi appelée GMU) est une université américaine située dans le comté de Fairfax en Virginie, dans la banlieue de Washington. Fondée en 1957 comme une branche de l'université de Virginie, elle est devenue une institution indépendante en 1972. Elle est aujourd'hui la plus grande université de Virginie par le nombre d'étudiants, avec 33 320 étudiants en 2011.
George Mason possède plusieurs campus outre celui de Fairfax : le campus d'Arlington fondé en 1979 qui abrite l'École de droit, le campus de Prince William fondé en 1997 à Manassas et le campus de Loundoun. Les campus de Fairfax et d'Arlington sont situés à proximité de la ligne orange du métro de Washington (stations Vienna/Fairfax-GMU et Virginia Square-GMU).
À deux reprises, des chercheurs de George Mason ont obtenu le prix Nobel d'économie : James M. Buchanan en 1986 et Vernon L. Smith en 2002. En 2012, le magazine U.S. News & World Report a classé George Mason première université montante (up and coming) aux États-Unis.

## Historique
L'université porte le nom de George Mason, l'un des Pères fondateurs des États-Unis, né dans le comté de Fairfax. Mason est considéré comme le père du Bill of Rights avec James Madison. Il est aussi l'un des principaux rédacteurs de la Déclaration des droits de l'État de Virginie, premier texte de l'époque moderne à reconnaître les droits de l'homme.

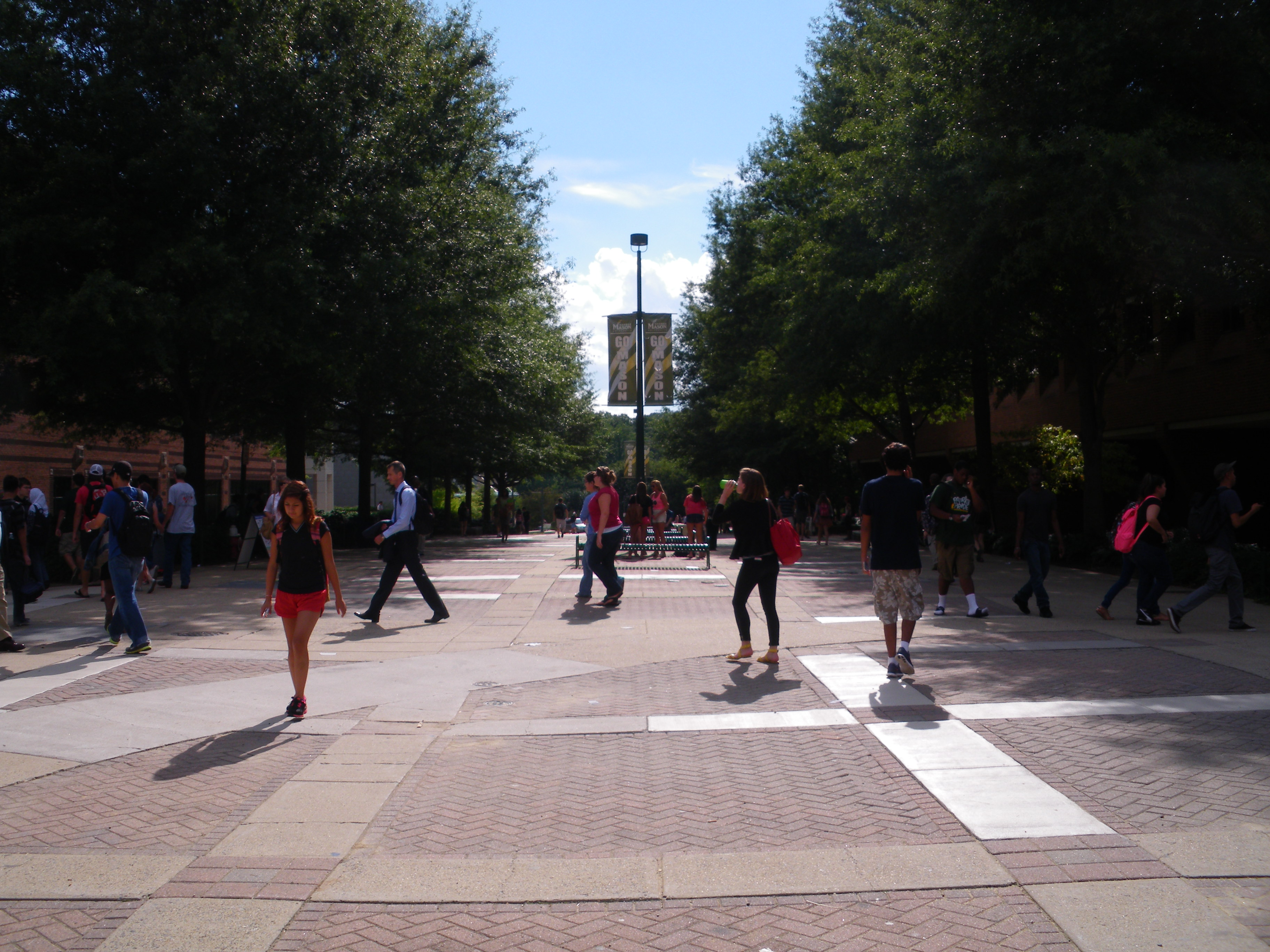
Université George Mason, campus de Fairfax.

Depuis son émancipation de l'université de Virginie en 1972, GMU a connu une croissance rapide au niveau du nombre d'étudiants et de programmes et sur le plan financier. Elle a étendu son influence à l'ensemble de la Virginie du Nord en adoptant le concept d'« université distribuée », au nom duquel elle a régulièrement ouvert de nouveaux campus depuis 1979. Sa notoriété croissante a été considérablement amplifiée lorsque l'université a remporté son premier prix Nobel d'économie par l'intermédiaire de James Buchanan en 1986. Un second prix Nobel a été attribué à l'économiste Vernon Smith, chercheur à George Mason, en 2002.
Le développement rapide de l'université a été favorisé par l'attention qu'elle porte à la recherche et à l'innovation. Son logo porte le sous-titre « Where Innovation Is Tradition » (« où l'innovation est une tradition »). GMU consacrait un peu plus de 10 % de son budget d'exploitation à la recherche en 2011. Elle sponsorise des entreprises innovantes et des projets de recherche comme le site History News Network (HNN). Elle est par ailleurs à l'origine du logiciel Zotero.
George Mason cherche également à accroître sa réputation en dehors des frontières américaines. En 2012, l'université a annoncé la prochaine ouverture d'un campus à Songdo (Corée du Sud), symbolisant l'intérêt qu'elle porte à l'Asie de l'Est. GMU a également tissé des partenariats plus traditionnels avec des universités étrangères. Ses étudiants peuvent notamment passer un semestre d'échange à l'université d'Oxford. En ce qui concerne la France, GMU entretient notamment des partenariats avec Sciences Po à Paris et Euromed Management à Marseille.

## Enseignement

### Offre académique

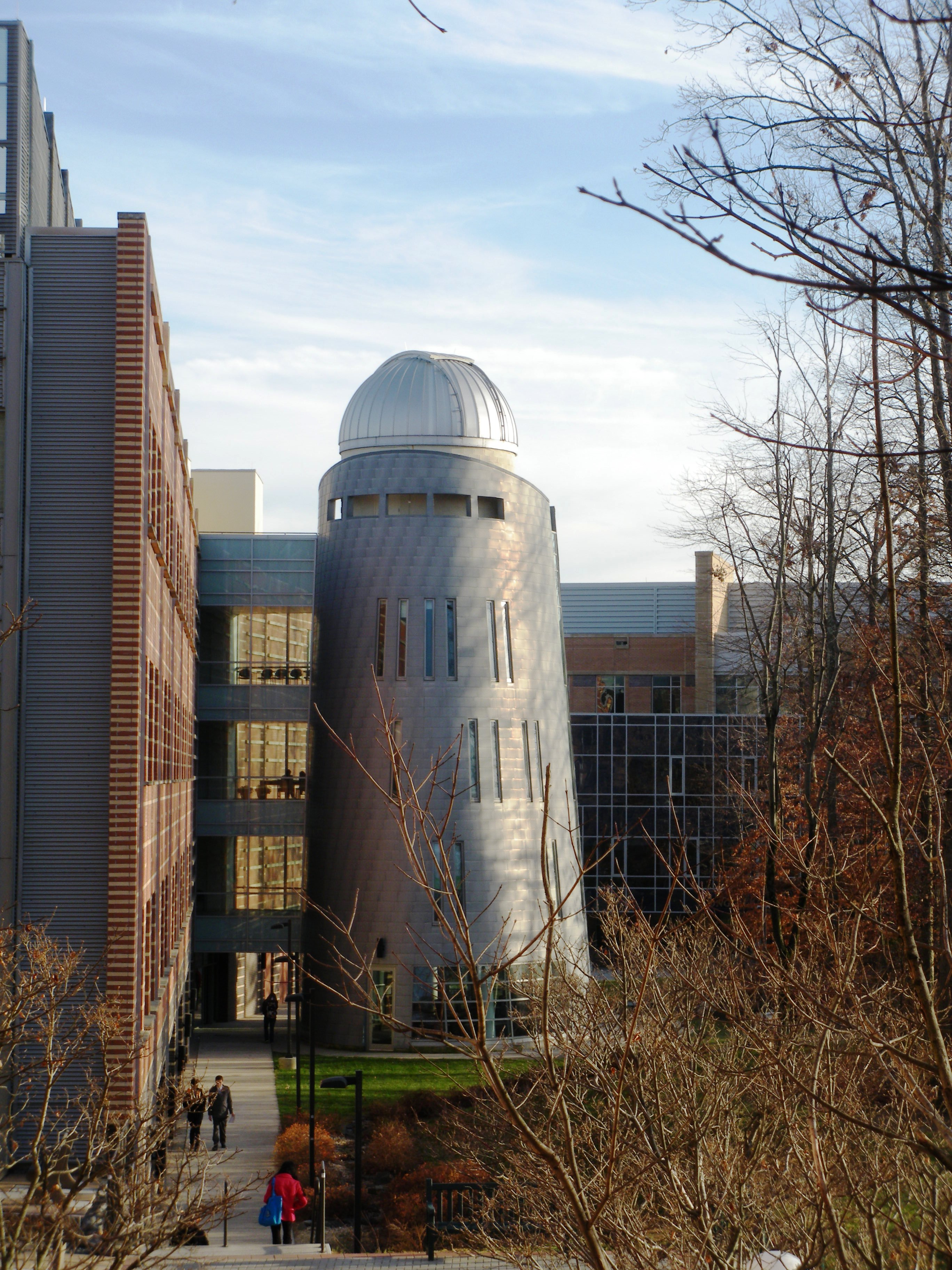
L'observatoire de l'université, achevé en 2007, qui a permis le développement du College of Science.

George Mason est particulièrement réputée pour son département d'économie, auréolé de deux prix Nobel. En 2012, elle offre un total de 201 programmes diplômants dans des disciplines variées. Ces disciplines sont regroupées au sein de 13 écoles :
- College of Humanities and Social Sciences
- College of Science
- College of Education and Human Development
- New Century College
- College of Nursing and Health Science
- College of Visual and Performing Arts
- Honors College
- Krasnow Institute for Advanced Study
- School for Conflict Analysis and Resolution
- Volgenau School of Engineering
- School of Law
- School of Public Policy
- School of Management

### Droits de scolarité
En 2011, les droits de scolarités au niveau Undergraduate (Licence) s'élevaient à 9 266 $ pour les étudiants originaires de Virginie et à 26 744 $ pour les autres. Au niveau Graduate (Master), ils étaient de 11 264 $ pour les Virginiens et de 26 606 $ pour les autres.

### Classements
- 1re université montante (Up-and-Coming) aux États-Unis en 2012[6]

## Vie étudiante

### Sport

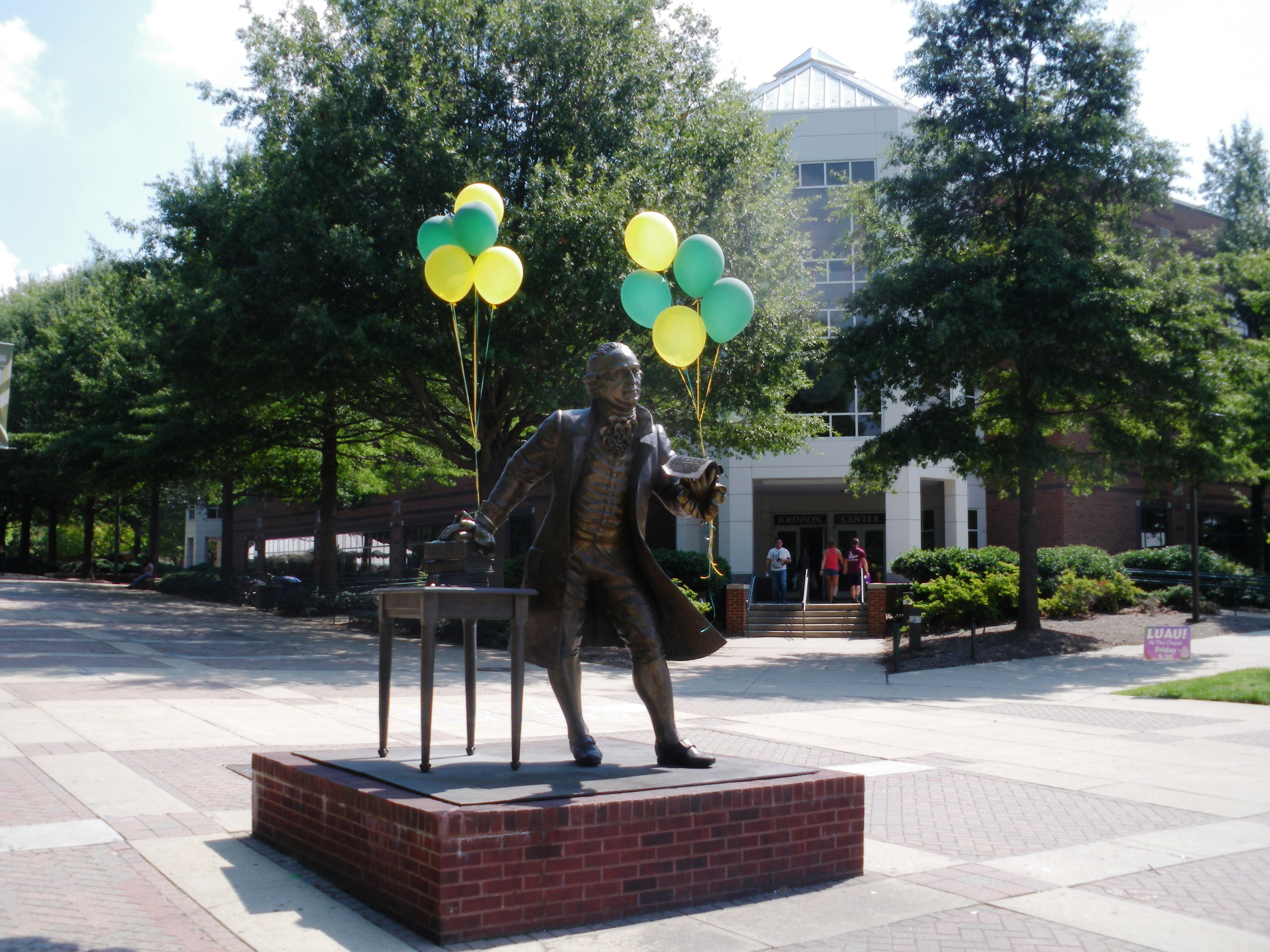
Statue de George Mason décorée aux couleurs de l'université, devant le Johnson Center.

Les couleurs de l'université sont le vert et l'or. Les équipes sportives de George Mason sont surnommées « les patriotes » (the Patriots). Après avoir été membre de la Colonial Athletic Association jusqu'en 2013, GMU rejoint l'Atlantic 10 Conference, où elle retrouve sa rivale, l'université George Washington. L'équipe la plus réputée de l'université est celle de basketball masculin. Elle s'est notamment hissée dans le carré final du championnat national universitaire (NCAA) au cours de la saison 2005/2006.

### Associations étudiantes
George Mason compte plus de 300 organisations étudiantes qui couvrent une grande variété de domaines.

#### Fraternités et sororités (Greek Life)
Comme beaucoup d'universités américaines, George Mason est le siège de nombreuses fraternités et sororités. L'université en compte 37 en 2012, ce qui représente plus de 1 400 étudiants.
| Organization          | Letters | Type       | Council Affiliation           |
| --------------------- | ------- | ---------- | ----------------------------- |
| Alpha Epsilon Pi      | ΑΕΠ     | fraternity | Interfraternity Council       |
| Alpha Kappa Alpha     | ΑΚΑ     | sorority   | National Pan-Hellenic Council |
| alpha Kappa Delta Phi | αΚΔΦ    | sorority   | Multicultural Greek Council   |
| Alpha Kappa Lambda    | ΑΚΛ     | fraternity | Interfraternity Council       |
| Alpha Omicron Pi      | ΑΟΠ     | sorority   | Panhellenic Council           |
| Alpha Phi             | ΑΦ      | sorority   | Panhellenic Council           |
| Alpha Phi Alpha       | ΑΦΑ     | fraternity | National Pan-Hellenic Council |
| Alpha Phi Omega       | ΑΦΩ     | fraternity | Unaffiliated                  |
| Alpha Sigma Phi       | ΑΣΦ     | fraternity | Interfraternity Council       |
| Alpha Xi Delta        | ΑΞΔ     | sorority   | Panhellenic Council           |
| Beta Theta Pi         | ΒΘΠ     | fraternity | Interfraternity Council       |
| Chi Omega             | ΧΩ      | sorority   | Panhellenic Council           |
| Chi Psi               | ΧΨ      | fraternity | Interfraternity Council       |
| Chi Upsilon Sigma     | ΧΥΣ     | sorority   | Multicultural Greek Council   |
| Delta Chi             | ΔΧ      | fraternity | Interfraternity Council       |
| Delta Phi Omega       | ΔΦΩ     | sorority   | Multicultural Greek Council   |
| Delta Sigma Theta     | ΔΣΘ     | sorority   | National Pan-Hellenic Council |
| Delta Sigma Pi        | ΔΣΠ     | fraternity |                               |
| Gamma Phi Beta        | ΓΦΒ     | sorority   | Panhellenic Council           |
| Iota Phi Theta        | ΙΦΘ     | fraternity | National Pan-Hellenic Council |
| Kappa Alpha Order     | ΚΑ      | fraternity | Interfraternity Council       |
| Kappa Alpha Psi       | ΚΑΨ     | fraternity | National Pan-Hellenic Council |
| Kappa Delta           | ΚΔ      | sorority   | Panhellenic Council           |
| Kappa Phi Gamma       | ΚΦΓ     | sorority   | Multicultural Greek Council   |
| Kappa Phi Lambda      | ΚΦΛ     | sorority   | Multicultural Greek Council   |
| Kappa Sigma           | ΚΣ      | fraternity | Interfraternity Council       |
| Lambda Pi Chi         | ΛΠΧ     | sorority   | Multicultural Greek Council   |
| Lambda Theta Alpha    | ΛΘΑ     | sorority   | Multicultural Greek Council   |
| Omega Psi Phi         | ΩΨΦ     | fraternity | National Pan-Hellenic Council |
| Phi Beta Sigma        | ΦΒΣ     | fraternity | National Pan-Hellenic Council |
| Phi Gamma Delta       | ΦΓΔ     | fraternity | Interfraternity Council       |
| Phi Kappa Sigma       | ΦΚΣ     | fraternity | Interfraternity Council       |
| Phi Kappa Theta       | ΦΚΘ     | fraternity | Interfraternity Council       |
| Phi Sigma Kappa       | ΦΣΚ     | fraternity | Interfraternity Council       |
| Pi Beta Phi           | ΠΒΦ     | sorority   | Panhellenic Council           |
| Pi Delta Psi          | ΠΔΨ     | fraternity | Multicultural Greek Council   |
| Pi Kappa Alpha        | ΠΚΑ     | fraternity | Interfraternity Council       |
| Pi Kappa Phi          | ΠΚΦ     | fraternity | Interfraternity Council       |
| Sigma Alpha Epsilon   | ΣΑΕ     | fraternity | Interfraternity Council       |
| Sigma Chi             | ΣΧ      | fraternity | Interfraternity Council       |
| Sigma Gamma Rho       | ΣΓΡ     | sorority   | National Pan-Hellenic Council |
| Sigma Psi Zeta        | ΣΨΖ     | sorority   | Multicultural Greek Council   |
| Tau Kappa Epsilon     | TKE     | fraternity | Interfraternity Council       |
| Theta Chi             | ΘΧ      | fraternity | Interfraternity Council       |
| Zeta Phi Beta         | ΖΦΒ     | sorority   | National Pan-Hellenic Council |
| Zeta Tau Alpha        | ΖΤΑ     | sorority   | Panhellenic Council           |

#### Associations religieuses et spirituelles
La George Mason University est une université publique financée par le gouvernement qui doit se conformer au premier amendement de la Constitution des États-Unis. L’Université, en tant que partie du gouvernement du Commonwealth de Virginie, ne peut endosser ou établir de religion ni entraver le "libre exercice de la religion" de ses étudiants. Par conséquent, les organisations indépendantes dirigées par des étudiants religieux peuvent s’inscrire auprès de l’université afin de servir les étudiants de leur choix. Les organisations religieuses étudiantes enregistrées sont les suivantes  :

| Organisation étudiante                                                      | Abbr./Letters | Religion                     | Dénomination ou Secte | Affiliation nationale                                                                                             | Type                                                         |
| --------------------------------------------------------------------------- | ------------- | ---------------------------- | --- | --- | ------------------------------------------------------------ |
| 4Corners Christian Fellowship                                               | 4Corners      | Christianisme                | | | Camaraderie                                                  |
| Accéder à l'islam                                                           |               | Islam                        | | | Académique / théologique                                     |
| Association étudiante musulmane Ahmadiyya                                   |               | Islam                        | Mouvement Ahmadiyya | | Appréciation et philosophie                                  |
| Aligner le fitness                                                          |               |                              | | | Bourse du ministère des sports                               |
| Vaisseaux Unifiés de l'Unité                                                | AVU           | Christianisme                | | |                                                              |
| Apostles Campus Church                                                      | ACC           | Christianisme                | anglican | | Église                                                       |
| Arise Campus Ministry                                                       |               | Christianisme                | Église chrétienne (disciples du Christ) , Épiscopal (anglican), presbytérien (USA) , Église Unie du Christ , United Methodist (Wesleyan) | | Wesley Foundation , Canterbury Club, Maison presbytérienne   |
| Club Baha'i                                                                 |               | Foi Bahá'íe                  | | Ministère bahá'í du campus                                                                                        |                                                              |
| Ponts internationaux                                                        |               | Christianisme                | | Ponts internationaux                                                                                              | Organisme communautaire                                      |
| George Mason Ministère Campus Catholique (Chapelle Saint-Robert-Bellarmin)  | CCM           | Christianisme                | catholique | Travaille avec la communauté des étudiants universitaires catholiques (FOCUS) \| Ministère des campus catholiques | Communauté et église                                         |
| GMU Chi Alpha (Communauté chrétienne Chi Alpha)                             | ΧΑ (GMUXA)    | Christianisme                | chapitre local multiconfessionnel | Ministères Chi Alpha Campus (Assemblies of God USA - filiale nationale)                                           | Camaraderie                                                  |
| GMU chrétiens sur le campus                                                 |               | Christianisme                | | Chrétiens sur le campus                                                                                           | Camaraderie                                                  |
| Association chrétienne copte orthodoxe                                      |               | Christianisme                | Église chrétienne copte orthodoxe | Association chrétienne copte orthodoxe                                                                            | Association                                                  |
| Cru (MasonCru)                                                              | Cru           | Christianisme                | interconfessionnel | Cru (organisation chrétienne)                                                                                     | Camaraderie                                                  |
| Ministères Delight                                                          |               | Christianisme                | | Ministères Delight                                                                                                | Un ministère communautaire pour les femmes dans les collèges |
| Disciples sur le campus                                                     |               | Christianisme                | | Disciples sur le campus                                                                                           | Camaraderie                                                  |
| Mouvement EPIC (Asian American Fellowship)                                  | ÉPIQUE        | Christianisme                | | | Culturel, Bourse                                             |
| Chaque Campus Nation - GMU                                                  | ENC           | Christianisme                | Évangélisme | Chaque nation, églises et ministères                                                                              | Campus Ministry & Church                                     |
| Bourse des étudiants universitaires catholiques                             | CONCENTRER    | Christianisme                | catholique | Bourse des étudiants universitaires catholiques                                                                   | Communauté et église                                         |
| Communauté des athlètes chrétiens                                           | FCA           | Christianisme                | interconfessionnel non confessionnel | Communauté des athlètes chrétiens                                                                                 | Bourse du ministère des sports                               |
| Première église d'amour                                                     |               | Christianisme                | | | Communauté et église                                         |
| Hillel                                                                      |               | Juif (judaïsme religieux)    | | | Association professionnelle                                  |
| Communauté chrétienne Emmanuel                                              | ICF           | Christianisme                | non confessionnelle (à tendance évangélique)                                                                                             | Immanuel Bible Church (Ministère des serviteurs)                                                                  | Camaraderie                                                  |
| Klesis                                                                      | Λεσις         | Christianisme                | Baptiste | | Camaraderie                                                  |
| Étude biblique coréenne de GMU                                              |               | Christianisme                | | | Culturel, Bourse de recherche (menée en coréen)              |
| GMU [Marque] Nouveau                                                        |               | Christianisme                | | MakeNew Christian Fellowship                                                                                      | Camaraderie                                                  |
| Maçon InterVarsity                                                          | IV            | Christianisme                | interconfessionnel (à tendance évangélique)                                                                                              | Bourse chrétienne InterVarsity                                                                                    | Camaraderie                                                  |
| Développement du leadership musulman                                        |               | Islam                        | | | Le développement du leadership                               |
| Association des étudiants musulmans                                         |               | Islam                        | tous les musulmans | | Halaqas (cercles d'étude)                                    |
| NxGeneration Campus Ministry                                                |               | Christianisme                | | | Jeunes adultes / pastorale des jeunes                        |
| Communauté chrétienne orthodoxe                                             |               | Christianisme                | Christianisme orthodoxe | | Camaraderie                                                  |
| Ministère patriote chrétien                                                 |               | Christianisme                | | | Camaraderie                                                  |
| Promesses Unis en Dieu                                                      |               | Christianisme                | | | Camaraderie                                                  |
| Ratio Christi                                                               |               | Christianisme                | non confessionnel | Ratio Christi | Apologétiques                                                |
| SERVIR                                                                      |               | Christianisme                | | | Services communautaires                                      |
| Alliance étudiante séculière (GMU)                                          | SSA           | Nonhéisme                    | éthique humaine | Alliance étudiante laïque                                                                                         | Un intérêt particulier                                       |
| Association des étudiants sikhs                                             |               | Sikhisme                     | | | Association                                                  |
| Étude biblique étudiante                                                    |               | Christianisme                | | | L'étude de la bible                                          |
| Le rassemblement                                                            |               | Christianisme                | | | Mouvement                                                    |
| Le mouvement de l'impact à maçon (Bourse noire, africaine, afro-américaine) |               | Christianisme                | | | Culturel, Bourse                                             |
| Association étudiante des saints des derniers jours                         | LDSSA         | Mormonisme (christianisme ?) | LDS | Église de Jésus Christ des Saints des Derniers Jours                                                              | Étude évangélique (classe de l'institut de religion)         |
| Bourse biblique universitaire                                               | UBF           | Christianisme                | principale ligne évangélique | | Communauté et église                                         |
| Vie de jeune                                                                | YL            | Christianisme                | Presbytérianisme | Vie de jeune |                                                              |

#### Médias
- Broadside (journal étudiant)[22]
- Mason Gazette (publication officielle de l'université)[23]
- WGMU (radio)[24]
- GMU-TV (télévision)[25]

#### Associations politiques

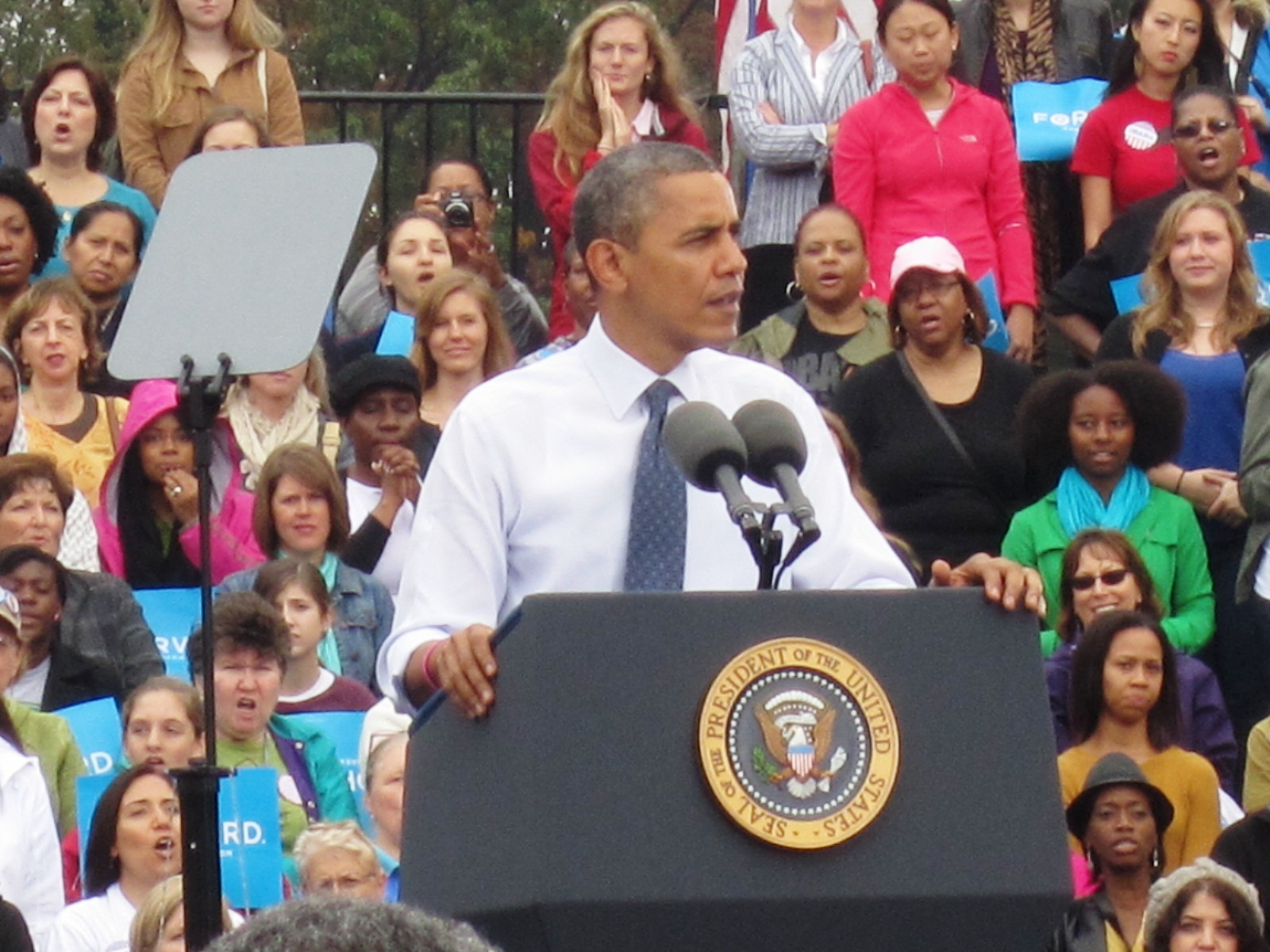
Barack Obama en campagne à l'université George-Mason, le 18 octobre 2012.

George Mason est le siège d'un club démocrate et d'un club républicain. La grande diversité ethnique des étudiants et la situation géographique de l'université en font un lieu disputé entre républicains et démocrates. Étant donné la relative proximité de l'université de la Maison-Blanche, cette versatilité politique fait de George Mason un lieu prisé des politiques en période de campagne électorale. Ainsi, pendant la campagne pour l'élection présidentielle américaine de 2012, le président Barack Obama est intervenu à deux reprises sur le campus de Fairfax,. Le gouverneur Mitt Romney a pour sa part fait une intervention au Patriot Center.

## Campus

### Campus de Fairfax
Le campus de Fairfax est le principal campus de l'université. Il est situé au sud de la ville de Fairfax, à environ 30 km à l'ouest du centre de Washington. Le campus est desservi par la ligne orange du métro de Washington (station Vienna/Fairfax-GMU).

#### Édifices remarquables

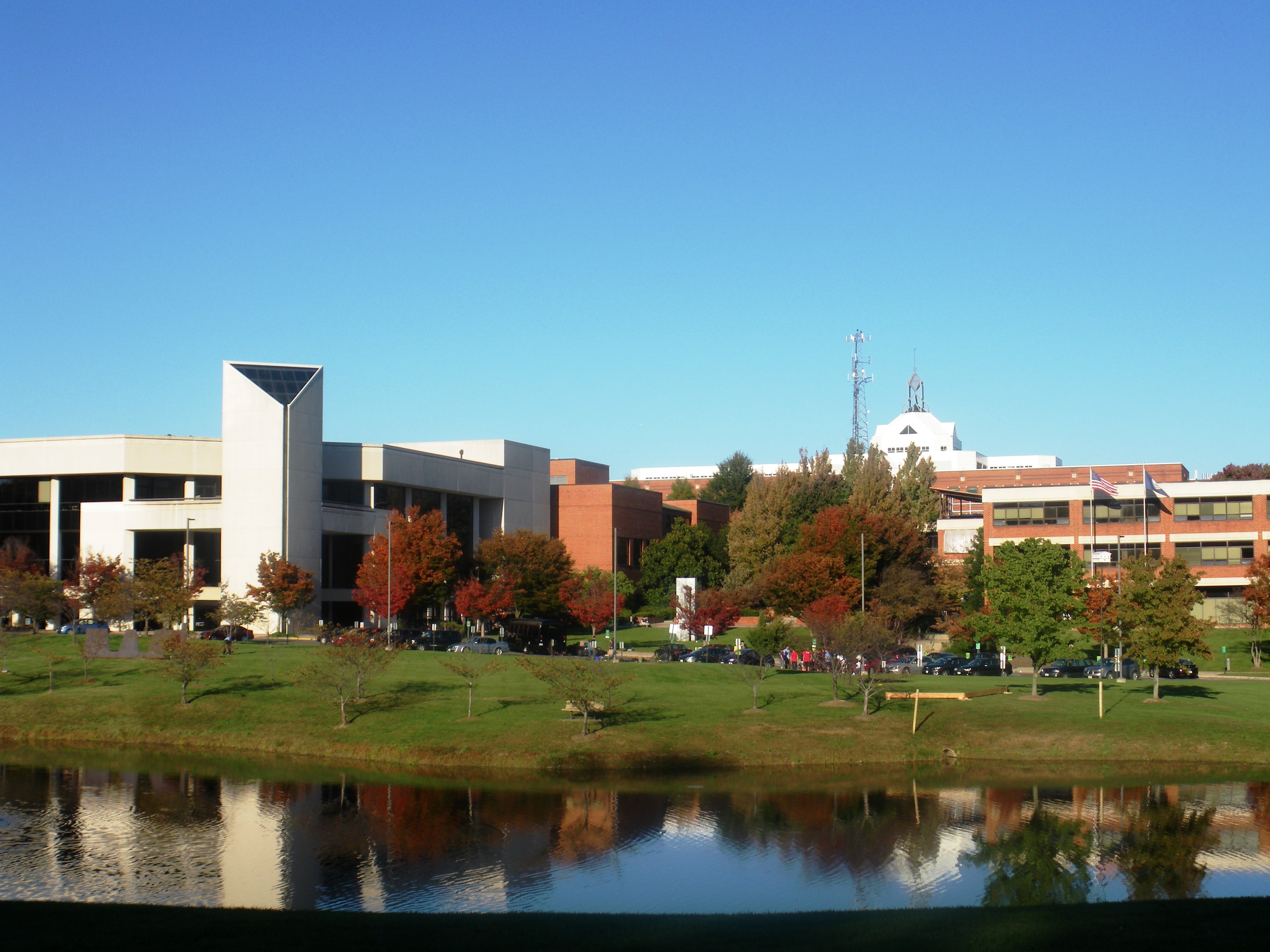
Le Centre pour les Arts (à gauche) et le Johnson Center (à droite).

##### Johnson Center
Le Johnson Center ou « JC », nommé en hommage à l'ancien président de l'université George W. Johnson, est le centre névralgique du campus de Fairfax. Sa construction s'est terminée en 1995 et a coûté 30 millions de dollars. Il abrite l'une des bibliothèques du campus, divers magasins et restaurants, un cinéma gratuit pour les étudiants, une salle de conférence (le Dewberry Hall), ainsi que divers bureaux et salles de réunion. Il est également l'épicentre de la vie étudiante, accueillant de nombreux évènements. La radio du campus (WGMU) y a ses locaux.

##### Centre pour les Arts
Le Centre pour les Arts (Center for the Arts) est la principale salle de concert du campus. Il a une capacité d'accueil de 1933 sièges, répartis entre un orchestre de 821 places et un balcon de 1112 places. Il a ouvert ses portes en 1990. La plupart des évènements du Centre pour les Arts sont gratuits pour les étudiants.

##### EagleBank Arena

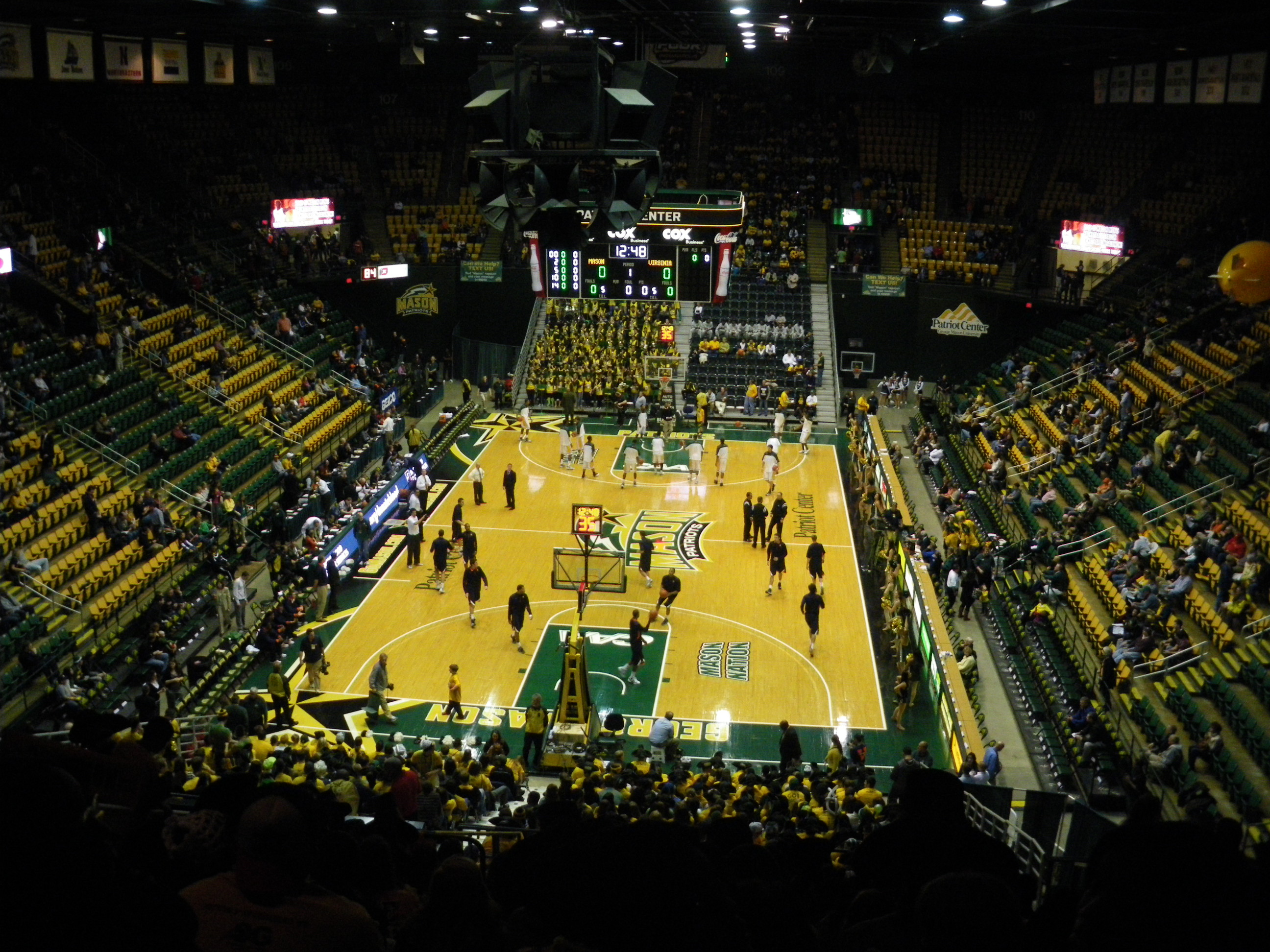
Match des Patriots de George Mason à EagleBank Arena.

EagleBank Arena, ouvert en 1985 sous le nom de Patriot Center, est le stade principal de l'université. Elle a été renommée EagleBank Arena en 2015 par le biais d'un contrat de sponsoring avec la banque locale de ce nom. Il abrite les matchs des "Patriots", mais aussi des concerts et des meetings politiques. Sa capacité d'accueil de 10 000 sièges en fait la 60e salle la plus fréquentée des États-Unis. Au niveau mondial, le Patriot Center est classé 97e pour ce qui est du nombre de tickets vendus par an. Il est l'une des plus importantes infrastructures de ce genre dans l'aire métropolitaine de Washington avec le Capital One Arena et le Xfinity Center. Les matchs des « Patriots » sont gratuits pour les étudiants et des réductions sont proposées pour les autres évènements.

##### Aquatic and Fitness Center
Le Centre aquatique et de fitness (Aquatic and Fitness Center) est l'une des trois salles de sport du campus. L'accès à ces infrastructures est gratuit pour les étudiants, sur présentation de la carte étudiante. Le Centre abrite plusieurs salles consacrées au fitness, proposant un large choix d'équipements. Il abrite également la piscine olympique du campus, ainsi qu'un bassin récréatif chauffé, un jacuzzi et un sauna.

## Personnalités liées à l'université

### Professeurs
- David Albright
- Peter Boettke
- James M. Buchanan
- Bryan Caplan
- Tyler Cowen
- Toi Derricotte
- Richard Florida
- Seymour Martin Lipset
- Maurice McTigue
- Zainab Salbi
- Meryle Secrest
- Vernon Smith
- Gordon Tullock
- C. K. Williams
- Walter E. Williams

### Étudiants
- Abdiweli Mohamed Ali, Premier ministre de Somalie[41]
- Anna Escobedo Cabral, trésorière des États-Unis sous la présidence de George W. Bush[42]
- Ken Cuccinelli, garde des Sceaux de Virginie (Attorney General of Virginia)[43]
- William D. Hansen (en), secrétaire adjoint à l'Éducation des États-Unis[44]
- Mohammad Khazaï, représentant de la République islamique d'Iran à l'ONU[45]
- Liam O'Grady, juge fédéral des États-Unis[46]
- Nancy Pfotenhauer, porte-parole et conseillère de John McCain pendant la campagne pour l'élection présidentielle américaine de 2008[47]
- Steve Ricchetti, adjoint au chef de cabinet de la Maison-Blanche (White House Deputy Chief of Staff) sous la présidence de Bill Clinton[48]
- Karl Rove, adjoint au chef de cabinet de la Maison-Blanche (White House Deputy Chief of Staff (en)) sous la présidence de George W. Bush[49]
- Richard L. Young, juge fédéral des États-Unis[50]
- Najla Mangoush, ministre libyenne[51]